# Battle for the Sun
Battle for the Sun (с англ. — «Битва за солнце») — шестой студийный альбом британской группы Placebo, вышедший в 2009 году. Записан с участием нового барабанщика — Стива Форреста.

## Об альбоме
В январе 2009 года Placebo объявили, что подписали контракт с компанией PIAS Entertainment, и Брайан Молко прокомментировал это так: «Нам очень повезло, что так много замечательных лейблов заинтересованы в подписании контракта с нами, это много значит, особенно после 12 лет выпуска записей!». Placebo также подтвердили, что они закончили работу над продолжением Meds 2006 года и планировали выпустить его 8 июня 2009 года. Полный трек-лист был анонсирован на сайте группы в марте 2009 года.
Продюсером нового альбома стал Дэвид Боттрилл, ранее работавший с такими группами, как Tool, Muse, Remy Zero, dEUS и Silverchair и многими другими.
При записи альбома группа использовала новые для себя инструменты — саксофоны и трубы. Молко даже экспериментировал с гитарой Springtime (экспериментальная электрогитара, сделанная Юрием Ландманом). В альбоме чувствуется влияние таких исполнителей, как PJ Harvey и My Bloody Valentine. Звучание Battle for the Sun является более тяжёлым по сравнению с его предшественником — альбомом Meds (2006).
Брайан Молко заявил, что Battle for the Sun — первый альбом группы с заметным «тематическим единством». Молко о концепции альбома: 

Мы сделали запись о выборе жизни, о выборе жить, о том, как выйти из тьмы на свет. Не обязательно поворачиваться спиной к темноте, потому что она есть, это важно; это часть того, кто вы есть, но больше о выборе стоять на солнце вместо этого.
 Молко утверждает, что его любимый трек с альбома — «Speak in Tongues».
На сочинение песни «Unisex» Брайана Молко вдохновил фильм «Монстро».

## Выпуск
Battle for the Sun выпущен на CD, LP, ограниченном тираже издания CD + DVD, эксклюзивном издании Box-set, а также доступен для онлайн-покупки в интернет-магазинах iTunes и eMusic.
Главная композиция всего альбома — песня «Battle for the Sun» — впервые прозвучала в эфире BBC Radio 1 17 марта 2009 года. После официальной премьеры трек стал доступен для бесплатной загрузки на официальном сайте группы. На закрытом концерте Placebo в Лондоне 17 марта 2009 группа сыграла несколько композиций с нового альбома, включая треки «Ashtray Heart», «Kitty Litter», «Julien» и «Devil in the Details». Также группа исполнила кавер на песню Ника Кершоу «Wouldn’t Be Good». 20 апреля 2009 года в эфире BBC Radio 1 прозвучала ещё одна композиция с альбома Battle for the Sun — «For What It’s Worth». Эта песня стала первым синглом с нового альбома и была выпущена в продажу 1 июня 2009 года. На песню был снят видеоклип. С 29 по 31 мая 2009 года зарегистрированные пользователи официального сайта группы могли прослушать весь альбом целиком. Альбом официально поступил в продажу:
- 3 июня — в Японии
- 5 июня — в Австралии
- 8 июня — во всех странах

## Критический приём
| Совокупная оценка | Совокупная оценка |
| Источник          | Оценка            |
| ----------------- | ----------------- |
| Metacritic        | 62/100            |
| Оценки критиков   |                   |
| Источник          | Оценка            |
| AllMusic          | [ 1 ]             |
| Alternative Press | [ 15 ]            |
| Drowned in Sound  | [ 16 ]            |
| IGN               | 8.9/10            |
| Kerrang!          | [ 18 ]            |
| NME               | [ 19 ]            |
| Pitchfork         | 3.4/10            |
| Rock Sound        | [ 21 ]            |
| Rolling Stone     | [ 14 ]            |
| The Times         | [ 22 ]            |

Battle for the Sun получила в целом хорошие отзывы критиков. Эдди Флейшер из Alternative Press дал альбому 4 с половиной звезды из 5, написав, что Battle for the Sun «берёт лучшие элементы их звучания и фокусирует их на целостном восприятии… там нет наполнителя, который можно было бы найти». В обзоре также отмечается, как Стив Форрест в качестве барабанщика даёт группе столь необходимый толчок и как текстам Брайана Молко придаётся больше ясности. Флейшер также говорит, что альбом содержит две лучшие песни Placebo за всю историю: «Happy You’re Gone» и «Kings of Medicine».
Другие критики, однако, были другого мнения. В NME писали, что Battle for the Sun была «отчаянно прозрачной копией оригинальности. Для тех, кто всё ещё верит в них, Placebo, по крайней мере, останется эффективной живой группой на фестивалях этим летом, но только с учётом того, что настоящая вещь (Suede, Muse, Дэвид Боуи, Nirvana и др.) в настоящее время не предлагается». Rolling Stone добавил, что «слишком много песен („Devil in the Details“) полны напыщенности и мягкой тревоги, как будто эти умные парни знают лучше, но не могут ничего с собой поделать».

## Список композиций
Слова и музыка всех песен — написаны Брайаном Молко, Стефаном Олсдалом и Стивом Форрестом, если не указано иначе..
| №   | Название                                           | Written By                        | Длительность |
| --- | -------------------------------------------------- | --------------------------------- | ------------ |
| 1.  | «Kitty Litter» (Наполнитель для кошачьего туалета) |                                   | 3:47         |
| 2.  | «Ashtray Heart» (Сердце-пепельница)                | Молко, Стив Людвин, Джордан Пейдж | 3:32         |
| 3.  | «Battle for the Sun» (Битва за Солнце)             | Молко, Олсдал                     | 5:33         |
| 4.  | «For What It's Worth» (Чего бы это ни стоило)      |                                   | 2:47         |
| 5.  | «Devil in the Details» (Дьявол в деталях)          |                                   | 4:28         |
| 6.  | «Bright Lights» (Ослепительное сияние)             |                                   | 3:23         |
| 7.  | «Speak in Tongues» (Глоссолалия)                   |                                   | 4:06         |
| 8.  | «The Never-Ending Why» (Бесконечное почему)        |                                   | 3:23         |
| 9.  | «Julien» (Джулиан)                                 |                                   | 4:43         |
| 10. | «Happy You're Gone» (Счастлив, что ты ушла)        |                                   | 3:50         |
| 11. | «Breathe Underwater» (Дыши под водой)              |                                   | 3:44         |
| 12. | «Come Undone» (Моральное разложение)               |                                   | 4:36         |
| 13. | «Kings of Medicine» (Короли медицины)              |                                   | 4:15         |

- «In a Funk» (В депрессии)[бонус-трек японского релиза] — 4:11
- «Unisex» (Унисекс) [Deluxe Edition] — 4:04
- «The Movie On Your Eyelids» (Фильм на твоих веках) [Deluxe Edition] — 3:53

## Участники записи
- Брайан Молко — вокал, гитара
- Стефан Олсдал — бас-гитара, гитара, бэк-вокал
- Стив Форрест — ударные, перкуссия
- Билл Ллойд — клавишные, гитара, бас-гитара
- Фиона Брайс — струнные, клавишные, бэк-вокал, перкуссия, терменвокс
- Ник Гаврилович — гитара
- Алан Молдер — микширование